# Крюченко Володимир Пилипович
Володимир Пилипович Крюченко (нар. 7 січня 1926 — пом. 11 листопада 1993) — Герой Радянського Союзу (1945), під час німецько-радянської війни кулеметник 133-го стрілецького полку 72-ї стрілецької дивізії (21-а армія, 1-й Український фронт), рядовий.

## Біографія
Народився 7 січня 1926 року в селі Трепівка, нині Знам'янського району Кіровоградської області в родині комунара. Українець. До війни навчався у середній школі № 3 м. Кропивницький.
До лав РСЧА призваний у квітні 1944 року Знам'янським РВК. Учасник німецько-радянської війни з 1944 року. Воював на Ленінградському і 1-у Українському фронтах.
21 січня 1945 року рядовий В. П. Крюченко під сильним мінометним і рушнично-кулеметним вогнем супротивника першим з кулеметників форсував річку Одер і вогнем зі свого кулемета підтримував наступ піхоти. Отримавши поранення в плече, не залишив поле бою й продовжував вести вогонь, знищивши 15 ворожих солдатів. Будучи вдруге поранений у спину, не залишив поле бою. Лише після третього поранення був евакуйований у тил.
Після одужання продовжував воювати у складі 1-ї стрілецької роти 291-го гвардійського стрілецького полку 96-ї гвардійської стрілецької дивізії 28-ї армії.
По закінченні війни продовжив військову службу в одній з авіаційних частин Київського військового округу. У 1964 році старшина В. П. Крюченко вийшов у запас.
Мешкав у Києві. Працював начальником цеху фабрики «Перемога». Помер 11 листопада 1993 року.

## Нагороди
Указом Президії Верховної Ради СРСР від 10 квітня 1945 року за зразкове виконання бойових завдань командування на фронті боротьби з німецькими загарбниками та виявлені при цьому відвагу і героїзм, рядовому Крюченку Володимиру Пилиповичу присвоєне звання Героя Радянського Союзу з врученням ордена Леніна і медалі «Золота Зірка».
Також був нагороджений орденом Вітчизняної війни 1-го ступеня, медалями, польським Хрестом Грюнвальда.